# Zbór ariański w Ublinku
Zbór ariański w Ublinku – dawny dwór, a potem zbór ariański z XVII wieku zlokalizowany we wsi Ublinek w powiecie opatowskim, wpisany do rejestru zabytków nieruchomych województwa świętokrzyskiego. Stanowi cenny przykład polskiej, nowożytnej murowanej siedziby szlacheckiej, charakterystycznej dla małopolskiego budownictwa dworskiego od XV do pierwszej połowy XVII wieku. Należy także do najlepiej zachowanych w kraju obiektów związanych z kultem ariańskim.

## Historia
Obiekt wzniesiono jako dwór szlachecki przed 1630 prawdopodobnie z inicjatywy właściciela lokalnych dóbr, Piotra Żórawskiego oraz jego nieznanego krewnego. Na portalu wejściowym znajdują się inicjały P. Z. i T. Z. oraz tarcza herbowa (ksiądz Jan Wiśniewski wskazuje, że inicjały T. Z. oznaczają Tyburcego Żórawskiego). W XVII wieku wewnątrz funkcjonowała kaplica ariańska wraz z mieszkaniem predykanta. Od połowy XIX wieku do roku 1945 budynek był własnością Winnickich. Uszkodzono go podczas działań II wojny światowej (1944–1945). W 1946 majątek uległ parcelacji, natomiast dwór przekształcono na mieszkania. W 1957 obiekt był opuszczony i zrujnowany. W okresie tym (1959) wyremontowano dach celem zabezpieczenia zabytku, potem dokonywano innych drobnych napraw. Zbór okresowo służył jako punkt skupu mleka. W 1988 nabyła go osoba prywatna, która w 1996 odsprzedała go innej (Elżbiecie Baran związanej z Miejskim Centrum Kultury w Ostrowcu Świętokrzyskim, która dokonała generalnego remontu). Po 1997 odbyła się przebudowa i restauracja wnętrz. Kolejne prace przeprowadzono w latach 2018–2020.
Należy do najlepiej zachowanych w kraju obiektów związanych z kultem ariańskim.

## Architektura
Dawny dwór z kamienia łamanego i cegły stoi na wzniesieniu we wschodniej części wsi, przy drodze z Gojcowa do Kaczyc. Sąsiaduje z zabudowaniami folwarcznymi. Jest budynkiem piętrowym z podpiwniczeniem, zbudowanym na planie prostokąta, tynkowanym, na narożach oszkarpowanym. Nakryty jest dachem dwuspadowym. Od północy i południa budowlę zdobią trójkątne szczyty. Główne wejście zaakcentowano kamiennym portalem z trójkątnym naczółkiem, kartuszem z herbem Godziemba oraz inicjałami P. Z. i datą 1630. W nadprożu drzwi umieszczony jest kolejny herb Godziemba i inicjały T. Z.
Wnętrza w obrębie obu kondygnacji podzielono na dwie, identyczne części: przedsionek ze schodami na rzucie prostokąta i salę na planie zbliżonym do kwadratu. Wnętrza nakrywają sklepienia kolebkowe z lunetami (parter) i drewniane stropy (piętro). Na parterze przejście między przedsionkiem a salą akcentuje kamienny portal z herbem Godziemba oraz inicjałami T.Z. i S.R.

## Galeria

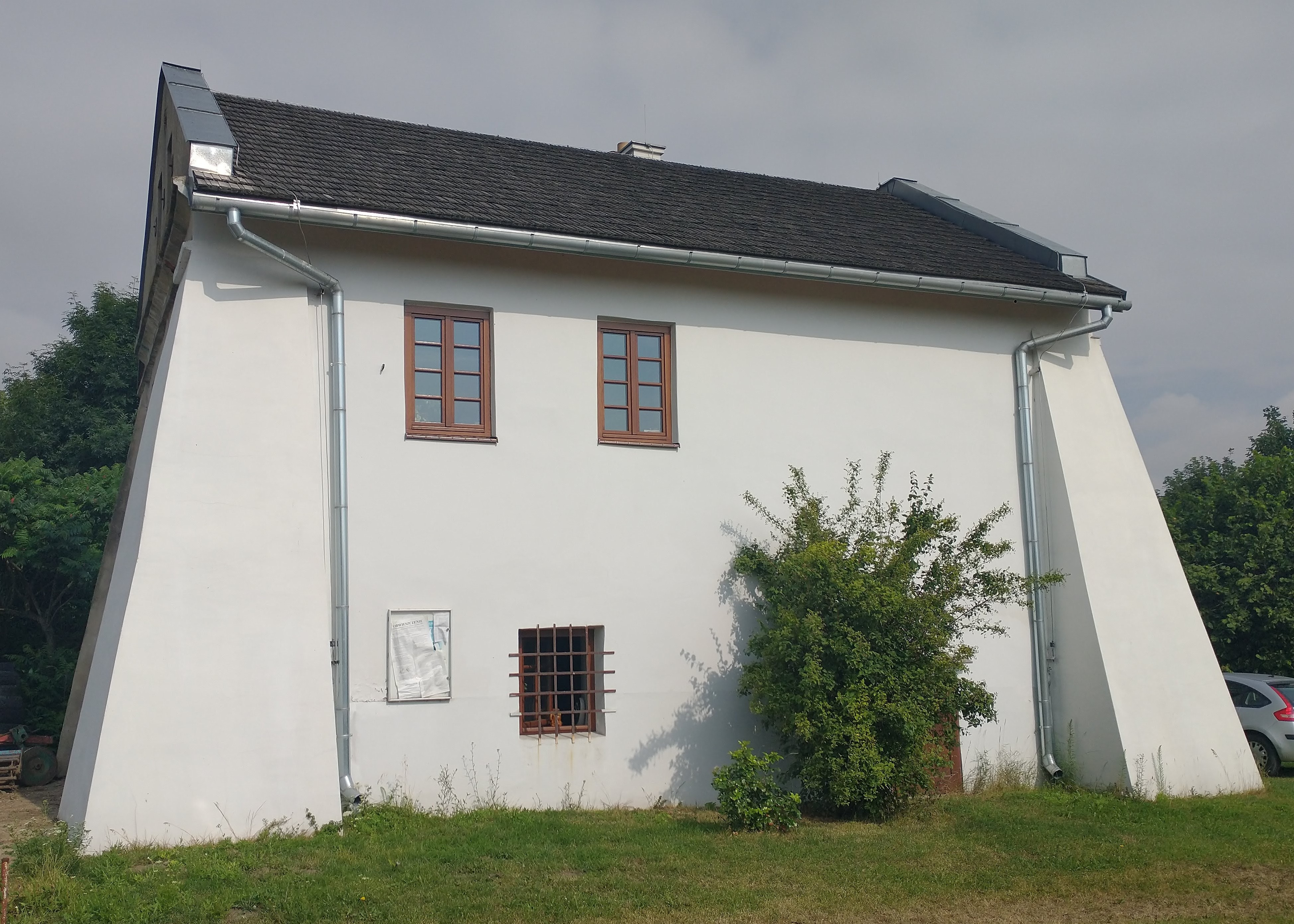
Elewacja od strony drogi
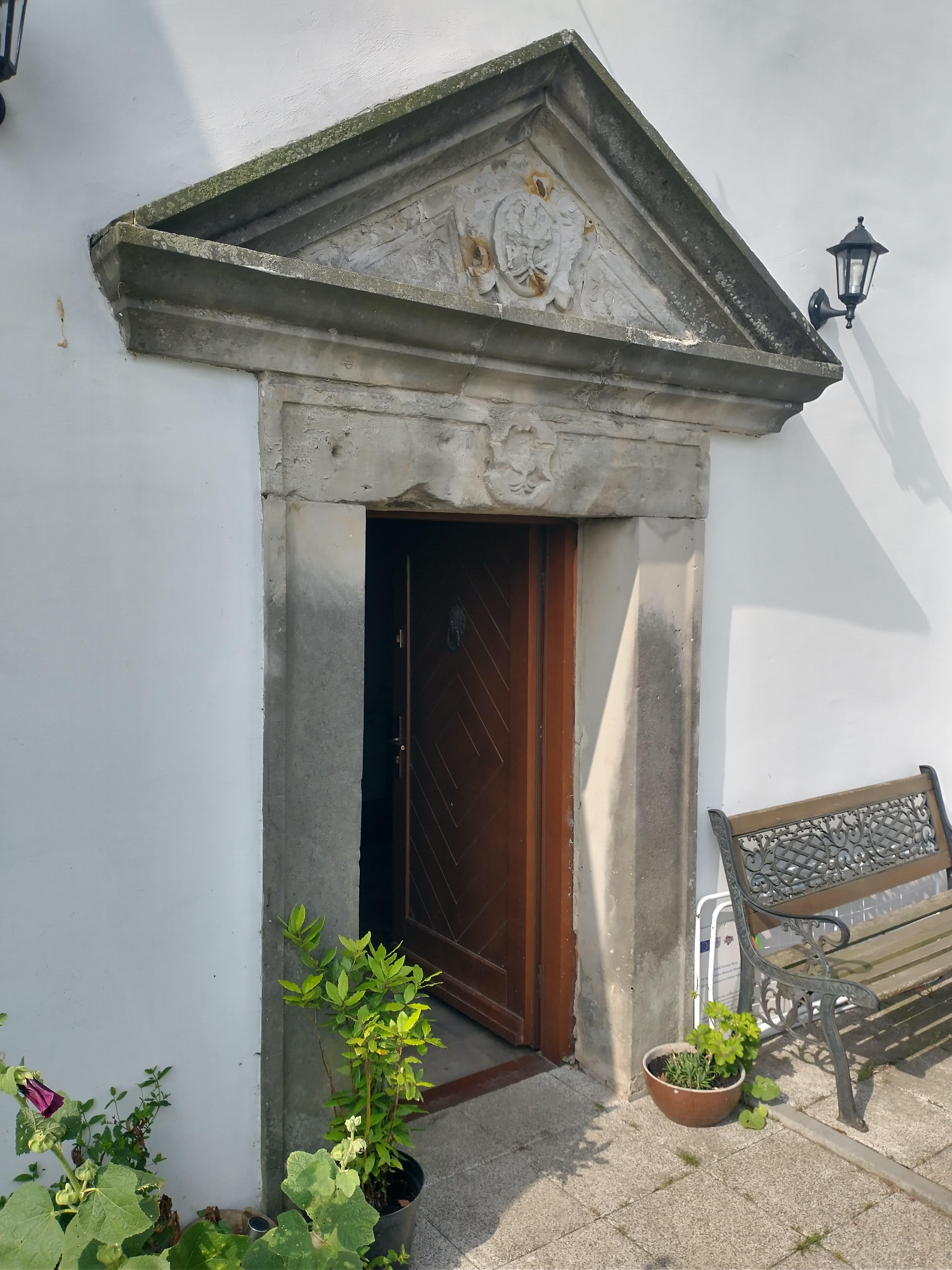
Portal